# Betagel

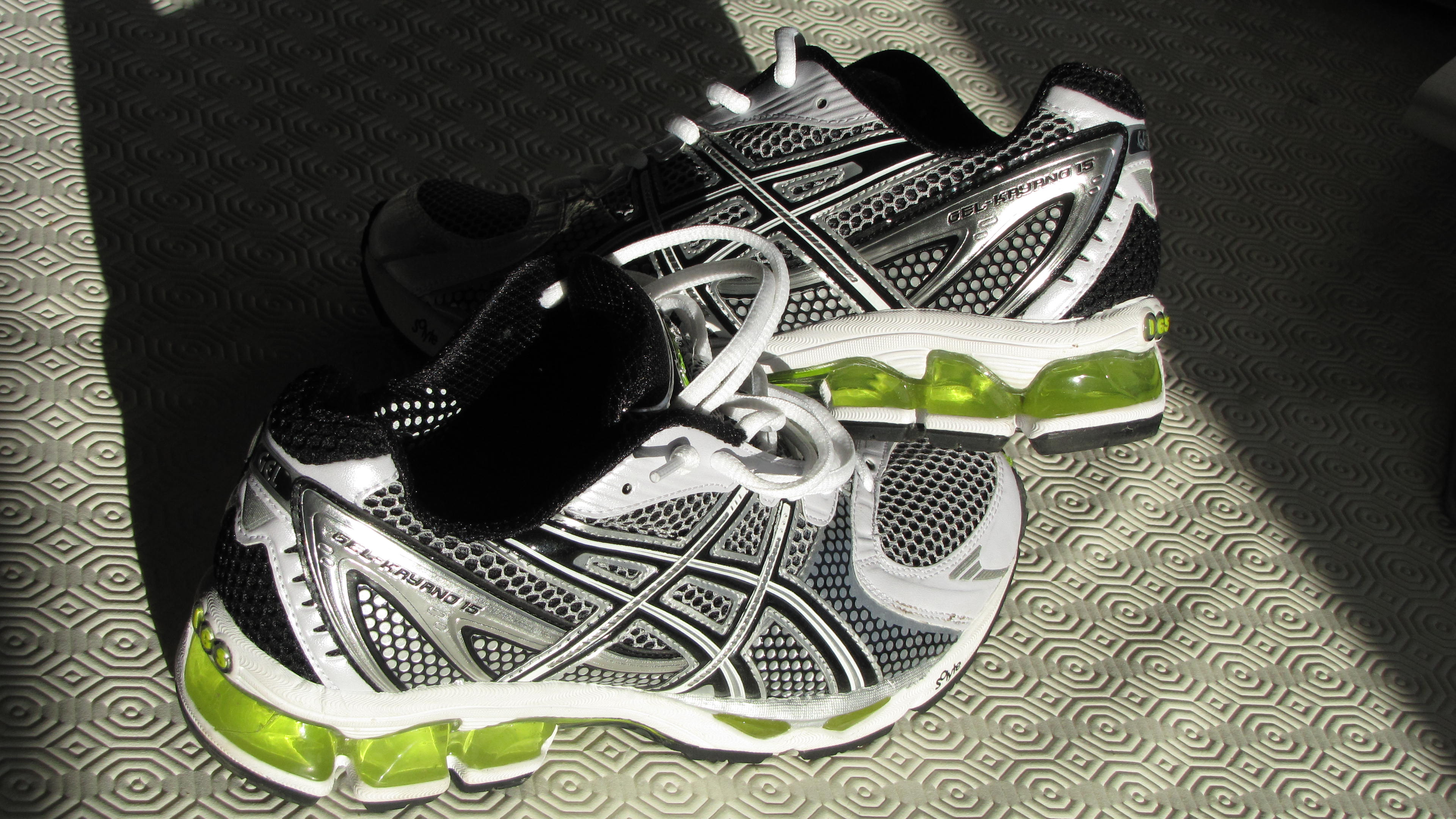
Au niveau du talon et à l'avant de cette paire de chaussures de sport de marque Asics modèle « gel kayano », se trouve du Betagel (en jaune-citron)

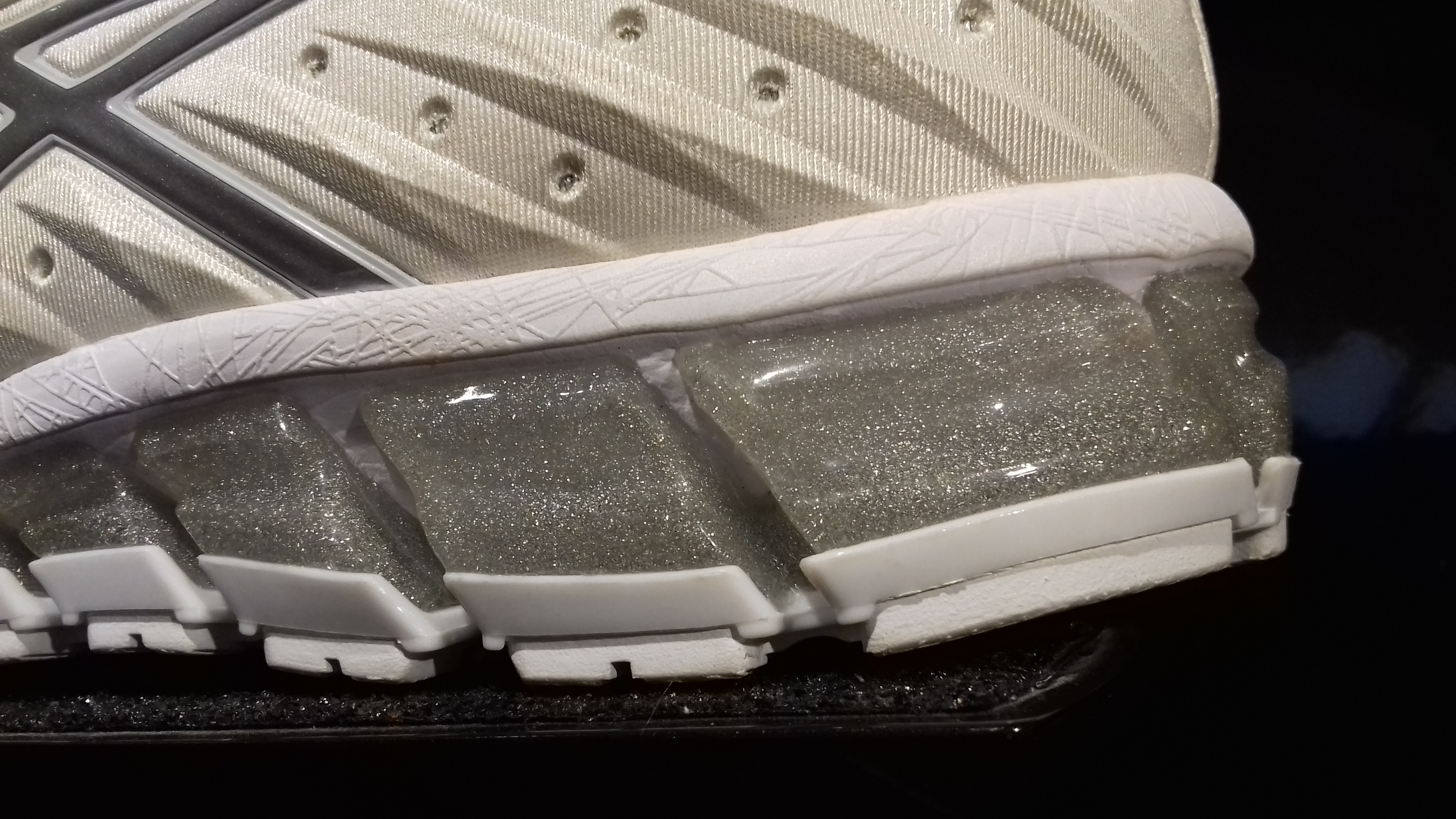
La matière de Betagel sous le talon d'une chaussure de sport de marque Asics.

Le Betagel (βゲル en japonais) est une invention de haute technologie japonaise. C'est un matériau en gel et en silicone capable d'absorber les chocs violents, sept fois plus que l’Alphagel. Il a été démontré qu'une plaque de 300 mm2 de Betagel a pu amortir la chute d'un œuf lâché depuis une hauteur de 22 mètres sans qu'il ne se casse.[réf. nécessaire]
Au départ, les chercheurs japonais ont mis au point l'Alphagel, une classe numérotée de gel par « α » (alpha), un matériau absorbeur de chocs recherché et destiné pour les tremblements de terre. Au fur et à mesure de l'évolution de la fabrication et de l'expérimentation du gel « α », une seconde classe de gel numérotée par « β » (bêta), sept fois plus absorbante contre les chocs, a été développée : le Betagel.